# Antonios Nikopolidis
Antonios Nikopolidis (em grego: Αντώνης Νικοπολίδης; Arta, 14 de outubro de 1971) é um treinador e ex-futebolista grego que atuava como goleiro. Atualmente está sem clube.

## Carreira como jogador
Nikopolidis começou em um time local de sua cidade, o Anagenisi Artas, transferindo-se para o Panathinaikos em 1989. O arqueiro estreou pelo Trevo na temporada de 1990–91. Desde então, passou a ser considerado uns dos melhores goleiros da Super Liga Grega.
Em 2002 ajudou o clube a alcançar as quartas de finais da Liga dos Campeões da UEFA, mas na temporada 2003–04, quando o seu contrato estava perto do fim, ele perdeu a titularidade para Konstantinos Chalkias.
Logo após deixar o Panathinaikos, em 2004, Nikopolidis assinou com o Olympiacos por 600 mil euros. Ao final do seu contrato, em junho de 2010, o goleiro anunciou a sua aposentadoria.

### Seleção Nacional
Realizou sua estreia na Seleção Grega em 18 de agosto de 1999, diante da Seleção de El Salvador. Disputou as Eliminatórias da Copa do Mundo de 2002 e da Copa do Mundo de 2006, mas seu país não se classificou para nenhum dos dois mundiais.
Nikopolidis foi titular na Euro 2004 e sua Seleção fez uma brilhante campanha, vencendo a Seleção Portuguesa na final e sagrando-se campeã.

## Títulos como jogador
Panathinaikos
- Super Liga Grega: 1989–90, 1990–91, 1994–95, 1995–96 e 2003–04
- Copa da Grécia: 1990–91, 1992–93, 1993–94, 1994–95 e 2003–04
- Supercopa da Grécia: 1993 e 1994

Olympiacos
- Super Liga Grega: 2004–05, 2005–06, 2006–07, 2007–08, 2008–09 e 2010–11
- Copa da Grécia: 2004–05, 2005–06, 2007–08 e 2008–09
- Supercopa da Grécia: 2007

Seleção Grega
- Eurocopa: 2004

### Prêmios individuais
- Melhor Goleiro da Eurocopa: 2004